# Dipoena venusta
Dipoena venusta är en spindelart som beskrevs av Arthur M. Chickering 1948. Dipoena venusta ingår i släktet Dipoena och familjen klotspindlar.
Artens utbredningsområde är Panama. Inga underarter finns listade i Catalogue of Life.